# مانيسا (مدينة)

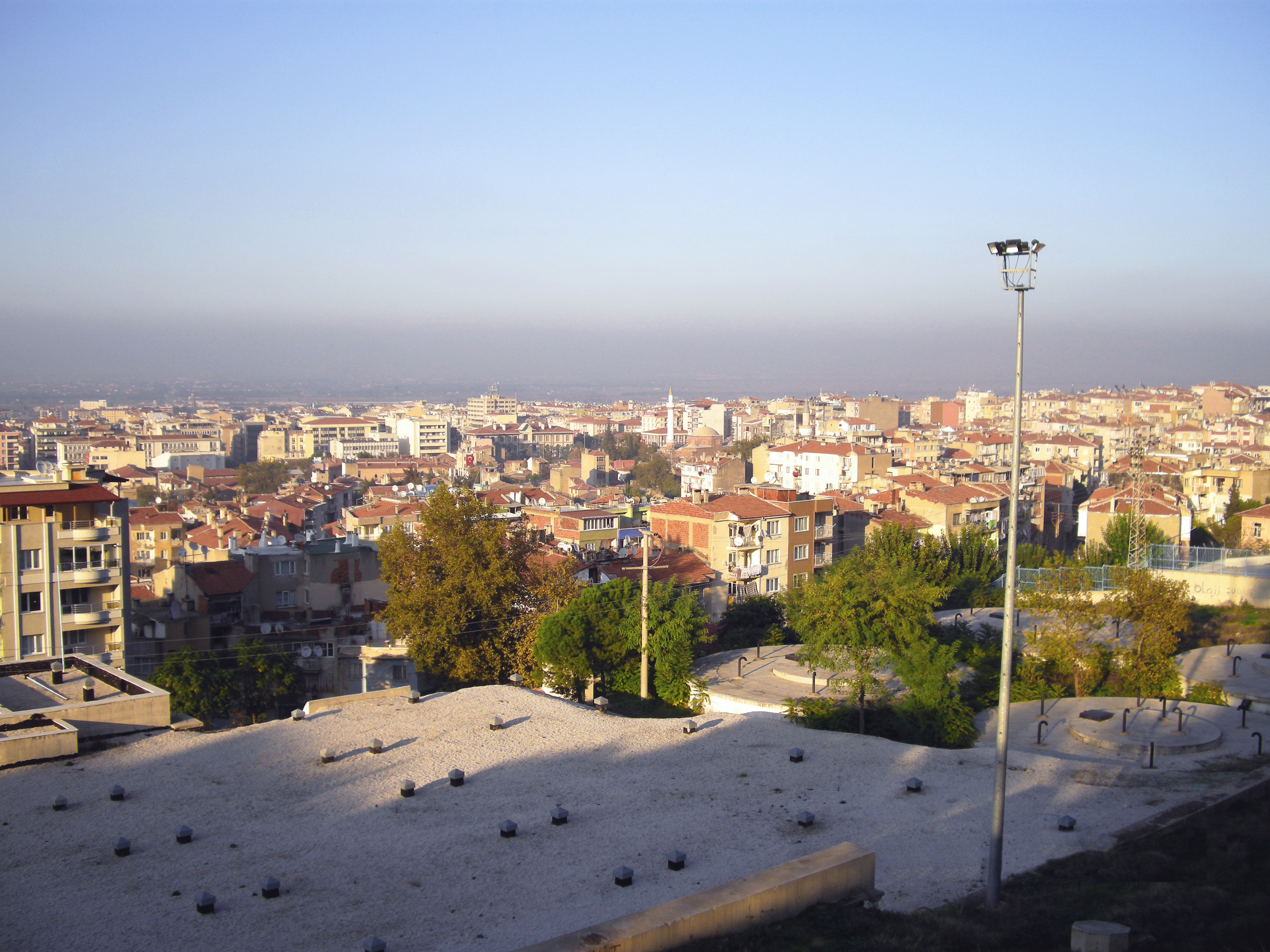
صورة لمانيسا من مسجد أولو.

مدينة مانيسا هي عاصمة محافظة مانيسا تقع في غرب تركيا ويبلغ تعداد سكانها حوالي 300,000 نسمة. 
مانيسا حديثًا هي مركز من ناحيتي الاقتصاد والخدمات لقربها من إزمير التي تبعد 40 ميلًا جنوب غرب مانيسا، تكمن أهميتها التاريخية في عدة أماكن مثل الصخرة الباكية والجسر الأحمر وبعض القبور والمعابد التاريخية القديمة.

## التاريخ
عصور ما قبل التاريخ
آثار عصور ما قبل التاريخ في منطقة مانيسا، على الرغم من قلة عددها، تتضمن مع ذلك اكتشافين مهمين للغاية يلقيان الكثير من الاهتمام على ماضي غرب الأناضول. الأولى هي آثار الأقدام المتحجرة، التي يبلغ عددها أكثر من خمسين، ويعود تاريخها إلى حوالي 20.000-25.000 قبل الميلاد، تم اكتشافها في عام 1969 من قبل «ام تي أي»، هيئة الدولة التركية للتنقيب عن المعادن، في قرية سنديل بالقرب من مقاطعة الصالحي التابعة لمانيسا والمشار إليها باسم تلك القرية. بعض هذه الآثار معروضة اليوم في متحف مانيسا، بينما سيصبح موقعهم الأصلي لسيندل، حيث توجد أيضًا لوحات ما قبل التاريخ، أول حديقة جيولوجية في تركيا من خلال مشروع مشترك مع المفوضية الأوروبية.
المكتشفات الثانية هي مقابر تعود للثاني (3000-2500 قبل الميلاد) ووجدت في قرية يورتان بالقرب من مركز منطقة كيركاغاك شمال مانيسا. أدت ممارسات الدفن الأصلية التي لوحظت في هذه القبور بالعلماء إلى تعريف «ثقافة يورتان» في عصور ما قبل التاريخ في الأناضول، والتي لا يزال يتعين استكشاف العديد من جوانبها.

## المناخ
يسود منيسا مناخ البحر الأبيض المتوسط؛ فصيفها حار وجاف، وشتاؤها قارص وبارد.

## الصحة
يعد تلوث الهواء في تركيا مشكلة مزمنة هنا.

## المعالم المعمارية
تم بناء مسجد السلطان الذي يعود إلى القرن السادس عشر لصالح عائشة حفصة سلطان، والدة سليمان القانوني. تكريما لها، يقام مهرجان مسير (الذي يضم «معجون مسير» (بالتركية: Mesir Macunu)، وهو عبارة عن عجينة متبلة على شكل حلوى، ويُزعم أنها تعيد الصحة والشباب والنشاط، كل عام في شهر مارس، في أراضي هذا المسجد، وهو مناسبة للتجمع العام وكذلك حضور شخصيات مشهورة وبارزة على المستوى الوطني.

## مانيسيا الحديثة
نجحت مانيسا وبعض مراكز المقاطعات التابعة لها في انتزاع قاعدة إنتاج صناعي بقوة في العقود الأخيرة، مدعومة في البداية وبشكل مستمر بالتجهيز الزراعي على نطاق واسع منذ قرن من الزمان والأنشطة ذات الصلة (إنتاج الدقيق وزيت الزيتون، المنسوجات الاساسية، المصنوعات الجلدية، الأدوات الزراعية، حلج القطن).
من بين الأنشطة الصناعية الرائدة التي تمارسها شركات مانيسا هي إنتاج المواد الغذائية (196 شركة)، ومواد البناء (114)، والسلع المعدنية (85)، وكذلك صناعة النسيج وصناعة الملابس (46) وحلج القطن (43).يتركز أكبر عدد من القوى العاملة في الإلكترونيات / الأجهزة الكهربائية والمواد الغذائية والصناعات الإنشائية.

## في العصر العثماني
في العصر العثماني استخدمت كولاية أو سنجق لعديد من الامراء وبالأخص لاولياء العهد العثماني ليتعلمو فيها إدارة الشؤون السياسية لاعدادهم للخلافة كما أنها الولاية الاقرب للعاصمة إسطنبول.

## توأمة
لمانيسا (مدينة) اتفاقيات توأمة مع كل من:
- برييدور
- إسكوبية
- إنغولشتات (30 نوفمبر 1998 -)
- ميلواكي
- سوكابومي
- أماسية

## أعلام
- كليمنت بوولنجر
- عزت محمد باشا الزعفرانبولي
- مراد الثالث
- طرزان مانيسا
- محمد رشدي باشا